# Boniérédougou
Boniérédougou  è una città, sottoprefettura e comune della Costa d'Avorio, situata nel dipartimento di Dabakala. Conta una popolazione di 23 265 abitanti (censimento 2014).